# Sản xuất nhạc hip hop

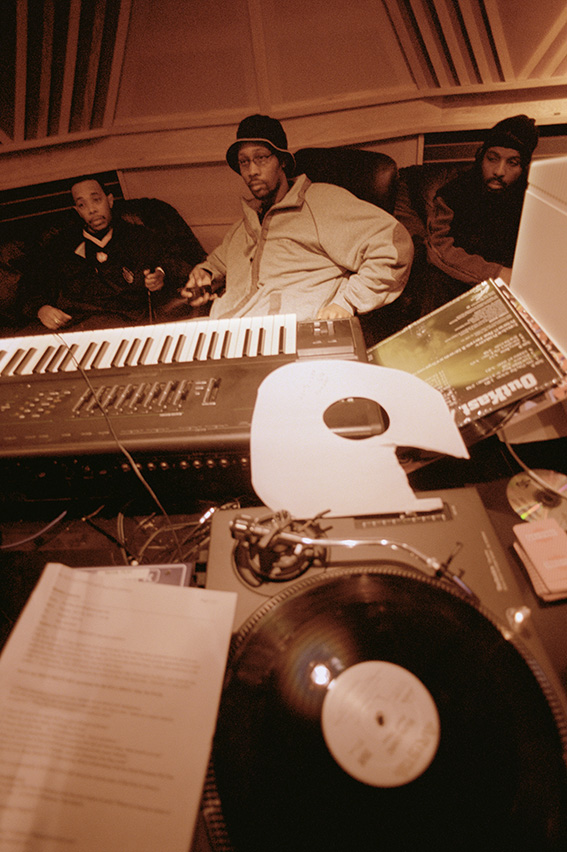
Rapper kiêm nhà sản xuất nhạc hip hop RZA đang ở trong phòng thu cùng với hai cộng sự. Cận cảnh trong tấm hình là chiếc đàn synthesizer và một số đĩa nhựa vinyl; cả hai thứ này đều là công cụ then chốt mà các nhà sản xuất và DJ sử dụng để tạo ra các đoạn beat nhạc hip hop.

Sản xuất nhạc hip hop, bao gồm cả sáng tác nhạc rap, là quá trình tạo ra nhạc hip hop vốn chủ yếu ở trong phòng thu. Thuật ngữ này bao trùm tất cả mọi mặt của quá trình tạo ra nhạc hip hop, bao gồm cả việc thu âm các bản rap của nghệ sĩ, còn nghệ sĩ xoay bàn đĩa hay DJ sẽ cung cấp đoạn beat, phát bản nhạc mẫu cũng như "chà đĩa" bằng cách sử dụng máy quay đĩa và sáng tạo ra bài nhạc giật lùi có nhịp điệu, sử dụng đến máy giả trống hoặc bộ sắp nhạc. Cụm từ này thường được dùng để chỉ đến quá trình thu âm tiếng nhạc cụ cũng như các dạng không lời và không giọng hát của dòng nhạc hip hop.

## Sản xuất âm nhạc
Các nhà sản xuất nhạc hip hop có thể được công nhận là nhà sản xuất âm nhạc hay người sáng tác ca khúc thông thường, thậm chí họ còn có thể giám sát, quản lý các buổi thu âm.